# La Libertad (México)
La Libertad é um município do estado do Chiapas, no México. A população do município calculada no censo 2005 era de 5.286 habitantes.